# Drangstedt
Drangstedt is een dorp en voormalige gemeente in de Duitse deelstaat Nedersaksen. Sinds 2015 is het dorp deel van de eenheidsgemeente Geestland. De oude gemeente was onderdeel van de Samtgemeinde Bederkesa in het Landkreis Cuxhaven. Het dorp ligt aan de voormalige spoorlijn tussen Bremerhaven en Bad Bederkesa, die sinds 1990 in gebruik is als museumlijn. Het stationsgebouw is nog aanwezig.
- Gemeinsame Normdatei: 7842919-5
- MusicBrainz: f81c91cf-3ab2-441b-923a-ff4520fdfe33
- Virtual International Authority File: 4448160728528610380004